# Lita Prahl
Lita Prahl, även kallad Lizzie Prahl, född 21 mars 1905 i Bergen, död 7 maj 1978, var en norsk kostymdesigner och skådespelare.
Hon var skådespelare vid Den Nationale Scene 1925-1937, och var samtidigt elev till teaterns scenograf Rahe Raheny. Mellan 1938 och 1975 var hon kostymchef vid Nationaltheatret.
Prahl spelade även mlle de Polignac i filmen Tante Pose (1940), för vilken hon även designade kostymerna.